# Мавроталасситис, Джордж
Джордж Мавроталасси́тис (греч. Τζορτζ Μαυροθαλασσίτης, англ. George Mavrothalassitis) — американский шеф-повар и ресторатор с греческими корнями. Известен как один из создателей современной гавайской кухни в начале 1990-х годов.

## Биография
Родился в Провансе (Франция) в семье грека и итальянки. С 1985 года живёт в США.
В 1988 году переехал в штат Гавайи, стал шеф-поваром ресторана «La Mer» в гостинице «Halekulani» в Гонолулу. В 1995—1998 годах был шеф-поваром ресторана гостиницы «Four Seasons» на острове Мауи. В 1998 году открыл свой ресторан в Гонолулу, назвав его первой частью собственной фамилии «Chef Mavro». В апреле 2007 года, также в Гонолулу, открыл семейный ресторан «Cassis» французской и гавайской кухонь.
Джордж также создал линию органического кофе сорта кона.

## Признание и награды
В 2000 году имя Мавроталасситиса появилось в статье с иллюстрацией на обложке ноябрьского выпуска журнала «Wine Spectator» как одного из шести элитных шеф-поваров.
В октябре 2002 года журнал «Gourmet» назвал ресторан Мавроталасситиса одним из «лучших ресторанов Америки», единственный на Гавайях.
В 2003 году Фонд Джеймса Бёрда вручил Мавроталасситису награду «Best Chef: Northwest/Hawaii». «Chef Mavro» был единственным рестораном в Гавайи, попавшим в список лучших новых ресторанов Америки по версии журнала «Esquire».
Одно из блюд ресторана «Chef Mavro» — маласадас (португальские пончики) с маракуйей. Мавроталасситис пытался убрать его из меню несколько раз, но всегда возвращал по многочисленным просьбам.